# Gołębnik (Podzamcze)
Gołębnik – skała we wsi Podzamcze w województwie śląskim, w powiecie zawierciańskim, w gminie Ogrodzieniec, na Wyżynie Częstochowskiej będącej częścią Wyżyny Krakowsko-Częstochowskiej. 
Gołębnik znajduje się w lesie po wschodniej stronie Zamku Ogrodzieniec. Można do niego dojść od zamku czerwonym szlakiem turystycznym, za drugą, prostokątną polaną schodząc ze szlaku w lewo, wzdłuż lasu. Gołębnik to zbudowana z twardych wapieni skalistych samotna skała o wysokości do 25 m i ścianach połogich, pionowych lub przewieszonych z filarem i kominem. Uprawiana jest na niej wspinaczka skalna.

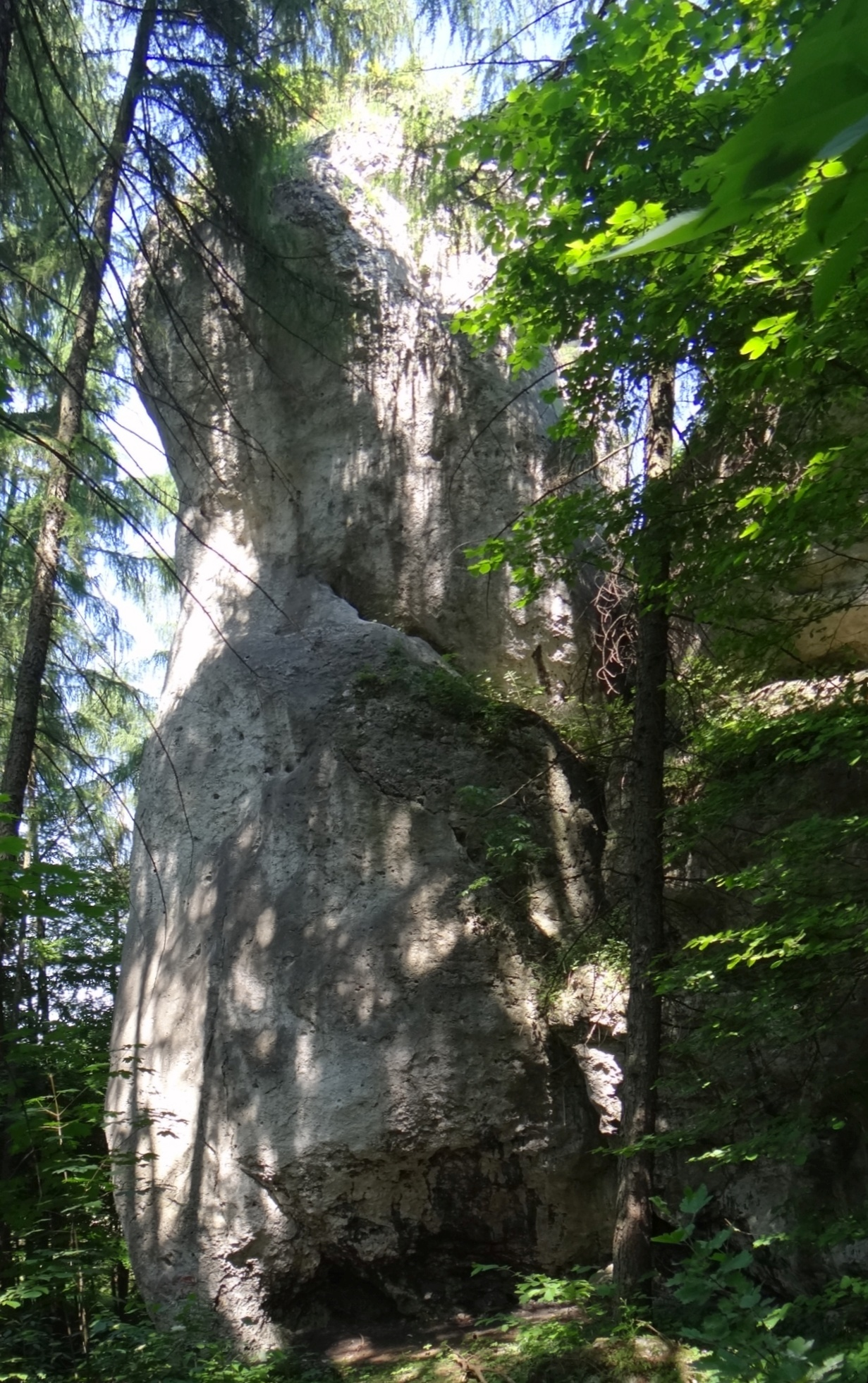
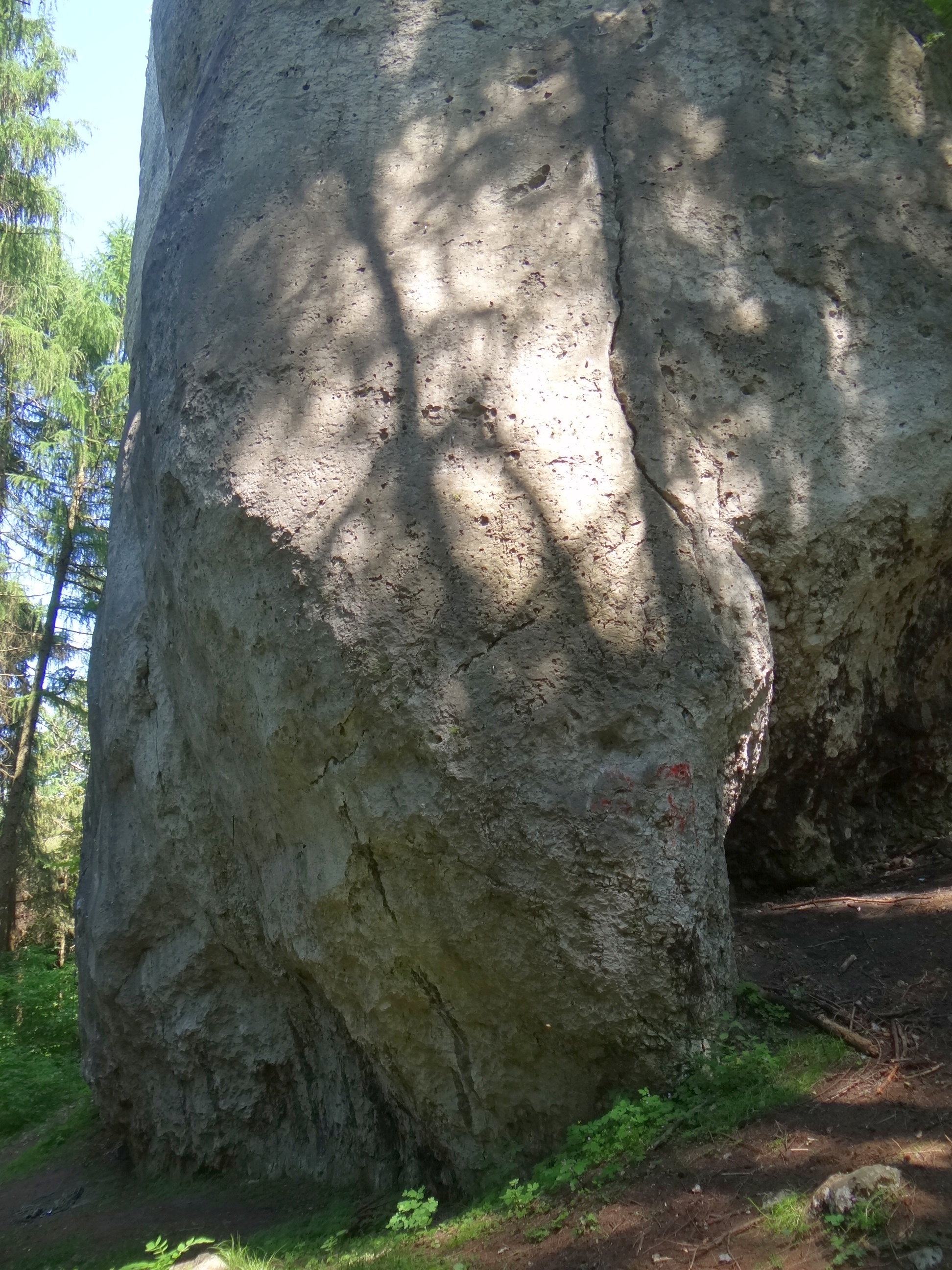
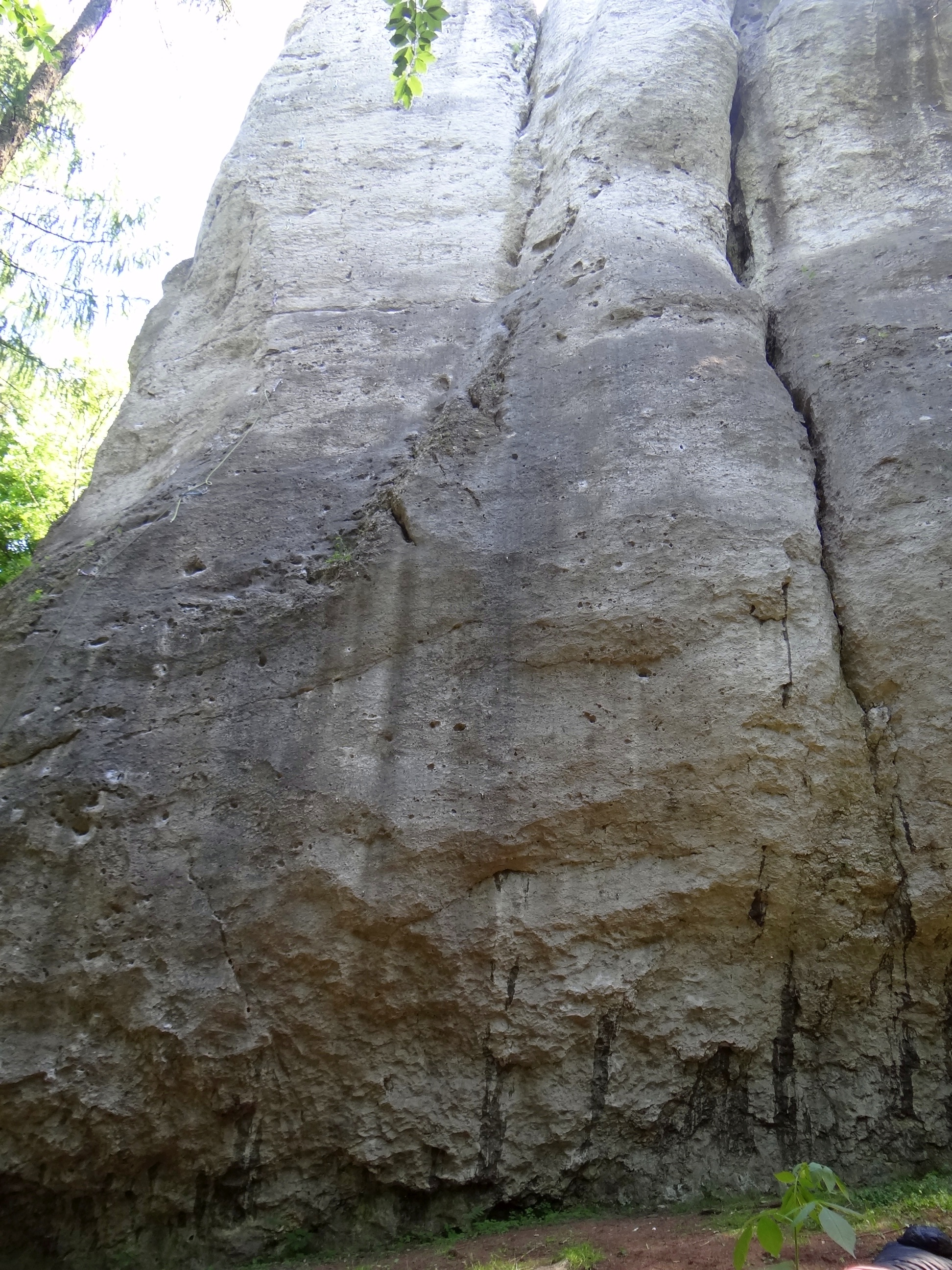
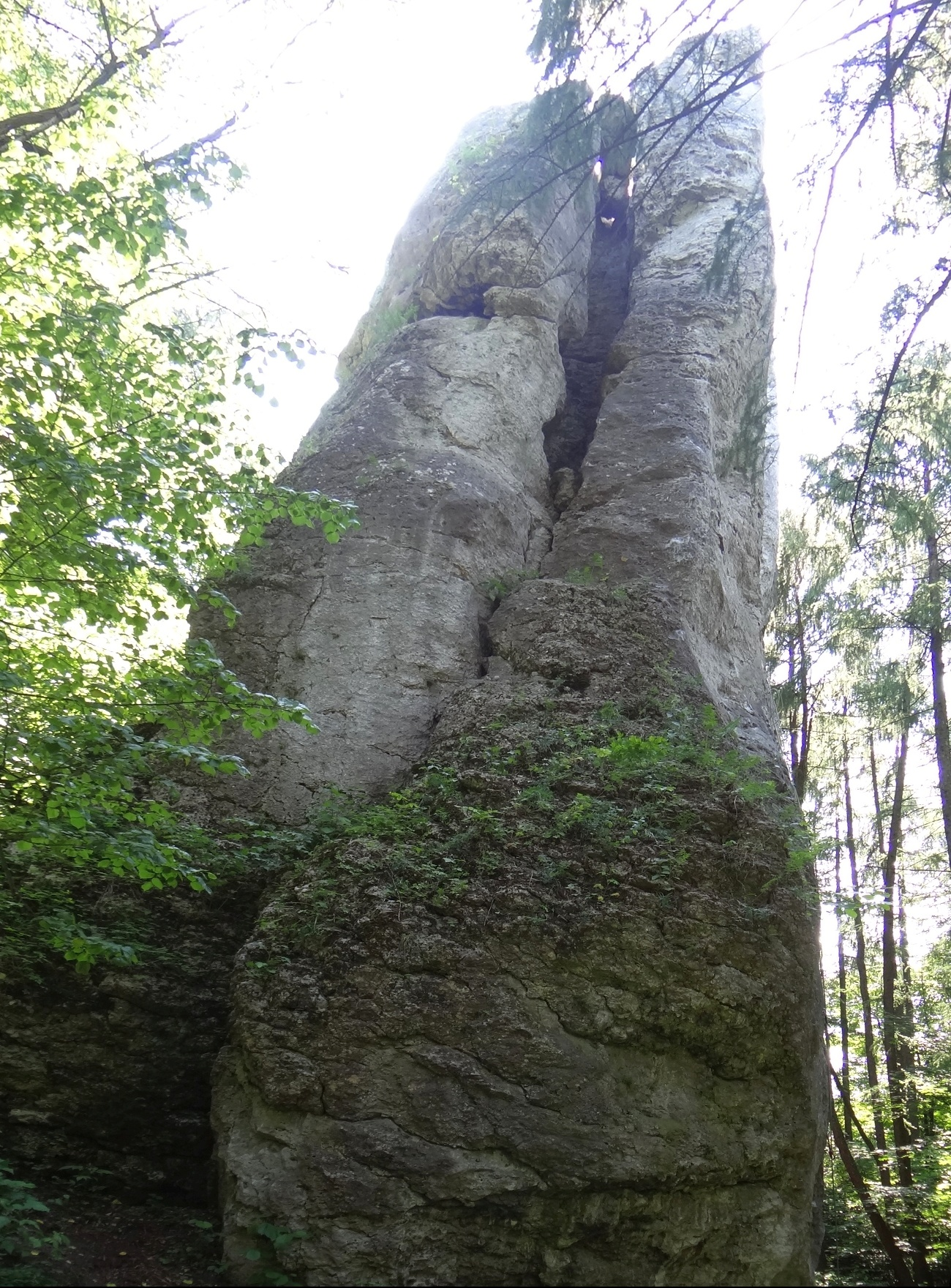
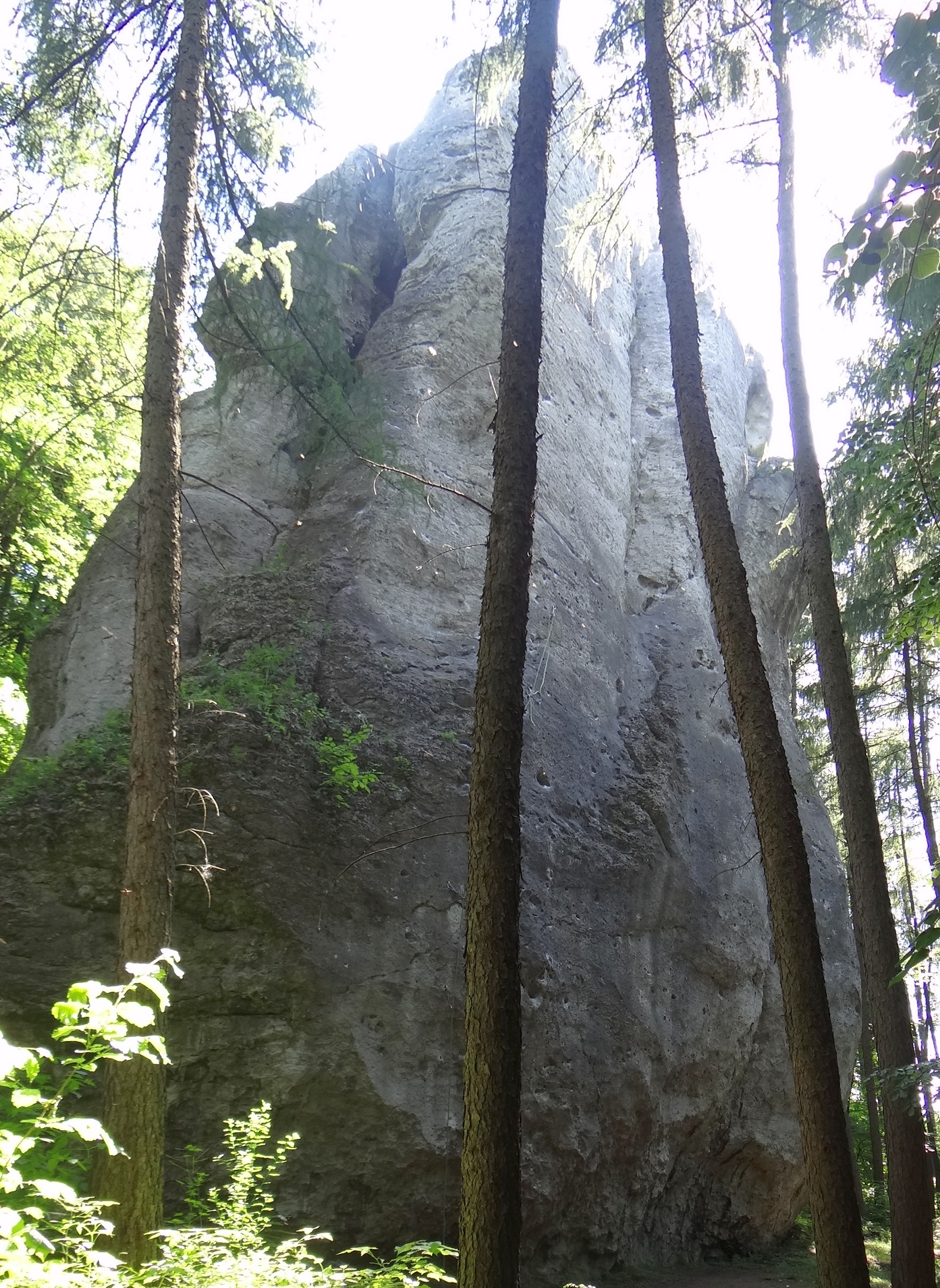
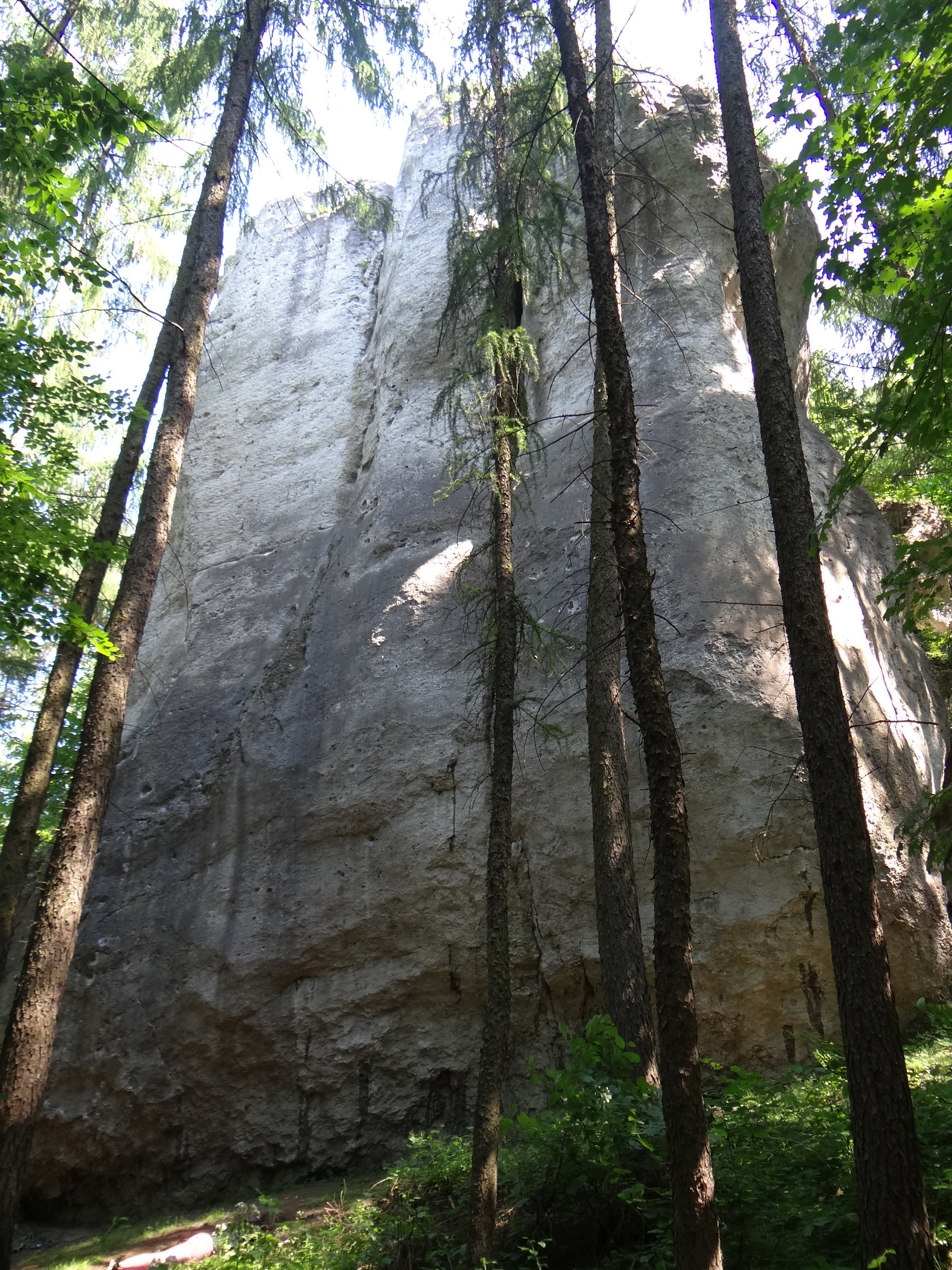

## Drogi wspinaczkowe
Pierwsze drogi wspinaczkowe poprowadzono na Gołębniku w 1991 roku. W 2021 r. są już 22 drogi i 2 projekty. Większość z nich ma zamontowane stałe punkty asekuracyjne: ringi (r) i stanowisko zjazdowe (st) lub ring zjazdowy (rz).

Gołębnik I (ściana północno-wschodnia)
1. Filar Gołębnika; VI+, 23 m
2. Relaksik; 7r + st, VI.1+, 23 m
3. Wschodni komin; 1r, IV, 23 m

Gołębnik II (ściana północna
1. Niemyte dusze; 9r + st, VI.4+, 25 m
2. Ommadown Direct; 12r + st, VI.5, 25 m
3. Adios amigos; 11r + st, VI.3+, 25 m
4. Rysa Marcisza; 9r + st, VI.2+, 25 m
5. Crimen; 4r, VI.4/4+, 10 m
6. Platinium; 12r + st, VI.5, 25 m
7. Infamia; 11r + st, VI.5+/6, 25 m
8. Dialektyka bydlęcej metafizyki; 11r + st, VI.5+/6, 25 m
9. Konkwista; 10r + st, VI.6/6+, 25 m
10. Udręka i ekstaza; 11r + st, VI.5+, 25 m
11. Czerwone bździągwy; VI.3+, 25 m
12. Projekt; 3r, 25 m
13. Pandemonium; 6r + 1s + rz, VI.8, 18 m
14. Projekt; 6r + 1s + rz, 25 m

Gołębnik III (ściana północno-zachodnia)
1. Hej; 7r + rz, VI.4+, 21 m
2. Trip Hop; 8r + st + rz, VI.6/6+, 25 m
3. Orangutan light; 5r + st, VI.1+, 17 m
4. Orangutan; 7r + 2st, VI.2+, 24 m
5. Jawne kurestwo; 4r + st, VI.5+, 16 m
6. To tylko sex; 4r + st, VI.4+, 16 m
7. Prawe kopułki; 3r + st, VI.3+, 16 m[3].

Gołębnik cieszy się dużą popularnością wśród wspinaczy. 